# جغد جیغ‌کش جنگل ابری
جغد جیغ‌کش جنگل ابری (نام علمی: Megascops marshalli) یکی از گونه‌های جغد از خانواده جغدان راستین است که در بولیوی و پرو یافت می‌شود.
جغد جنگل ابری در تاج‌پوش غذا می‌جوید. اعتقاد بر این است که بیشتر حشره‌خوار است.